# Viva a Vida
Viva a Vida är en brasiliansk dramakomedifilm som hade premiär i oktober 2024 på Toronto International Women Film Festival. Den är regisserad av Cris D'Amato efter ett manus skrivet av Natalia Klein.

## Handling
Ett gammalt smycke för Jéssica ut på en resa genom Israel; en resa kantad av familjeförvecklingar, oväntad kärlek och sökandet efter mening.

## Rollista (i urval)
- Thati Lopes - Jéssica
- Rodrigo Simas - Gabriel
- Jonas Bloch - Ben
- Diego Martins - Ramirez
- Aline Dias - Stephanie
- Daniel Filho - Seu Ulisses
- Clarice Niskier - Stella
- Clara Tiezzi - Deborah
- Bia Sion - Sarah